# Boloderma cadmus
Boloderma cadmus är en stekelart som beskrevs av Morley 1913. Boloderma cadmus ingår i släktet Boloderma och familjen brokparasitsteklar. Inga underarter finns listade.